# Брајан Хабана
Брајан Хабана (енгл. Bryan Habana; 12. јун 1983) је професионални јужноафрички рагбиста који тренутно игра за француски Рагби клуб Тулон. Хабана је један од најбржих рагбиста свих времена, са 94кг телесне тежине трчао је на 100м 10.2с.

## Биографија
Брајан Гери Хабана игра на позицији број 11 - лево крило, висок је 180цм и тежак 94кг. Од 2005. до 2009. Хабана је играо за екипу Булс и постигао 185 поена у 61 утакмица. Од 2010. до 2013. Хабана је играо за екипу Стормерс и постигао 19 есеја у 59 утакмица. Хабана је помогао Булсима да 2007. и 2009. освоје најачу лигу на свету Супер Рагби. 2013. Хабан прелази у Рагби клуб Тулон, са којим осваја једну титулу Топ 14 и две титуле шампиона Европе. У новембру 2004. Хабана је дебитовао за репрезентацију Јужне Африке против Енглеске на Твикенхајму. Хабана је за "Спрингбоксе" одиграо 112 утакмица и постигао 60 есеја. Хабана је помогао репрезентацију ЈАР да освоје Светско првенство у рагбију 2007. Исте године Хабана је проглашен за најбољег рагбисту на свету (енгл. World rugby player of the year). Брајан Хабана је помогао репрезентацији да освоји 2009. Куп три нације, а 2012. постигао је најбољи есеј у каријери против Новог Зеланда, шутнуо је лопту преко Бена Смита, покупио је и бацио се у есеј простор. Тај есеј је проглашен за најбољи есеј 2012. године.(енгл. World rugby try of the year)